# Чавдар (група)
Вижте пояснителната страница за други значения на Чавдар.
„Чавдар“ е ВИГ (вокално инструментална) българска група за политическа песен.
Създадена е в София през 1974 година от Иван Мартинов, Тодор Трайчев, Калин Радулов и Тодор Фотев.
Четиримата свирят на 10 инструмента и владеят общо 11 езика. Репертоарът им включва около 100 песни от репертоара на Боб Дилън, Джоан Бейз, Виктор Хара. Около 50 от тях са техни композиции. Хитът на групата е „Гълъбът“ от репертоара на Виктор Пара.

## Участия на фестивали и конкурси
| Година | Участие | Песен / Композитор           | Фестивал                                       | Град / Държава |
| ------ | ------- | ---------------------------- | ---------------------------------------------- | -------------- |
| 1978   |         | „Балада за изгубеното време“ | IV фестивал на политическата песен „Ален мак“  | Благоевград    |
| 1977   |         |                              | III фестивал на политическата песен „Ален мак“ | Благоевград    |
| 1976   |         |                              | II фестивал на политическата песен „Ален мак“  | Благоевград    |
| 1975   |         | „Чавдарци“                   | I фестивал на политическата песен „Ален мак“   | Благоевград    |

## Дискография
Сингъл
| Година | Сингъл                                                                          | Вид              | Издател   | Издателски номер |
| ------ | ------------------------------------------------------------------------------- | ---------------- | --------- | ---------------- |
| 1978   | „Ален Мак `78“ „Балада за изгубеното време“                                     | (LP, Компилация) | Балкантон | ВТК 3681 – А (4) |
| 1975   | „Първи Фестивал на политическата песен „Ален Мак“ – Благоевград '75“ „Чавдарци“ | (LP, Компилация) | Балкантон | ВТА 1942 – А (3) |